# Partita (musica)
Nel XVI e XVII secolo il termine Partita indicava un genere musicale per strumento solista, come liuto, tiorba, clavicembalo e organo. Dalla seconda metà del XVI secolo il termine si applicò infatti a una serie di variazioni (Partite) elaborate sopra un basso ostinato, formato da poche battute, che fungeva da base armonica. Queste formule di basso appartenevano alla tradizione del ballo (Passamezzo, Ciaccona, Passacaglia) o del canto (Romanesca, Ruggiero, Follia) per intonare estemporaneamente i versi di un componimento poetico, come per esempio una stanza di poema epico o un sonetto.

Esempi di partite per strumento a tastiera si trovano nella produzione di compositori di area veneziana (Andrea Gabrieli, Claudio Merulo), napoletana (Ascanio Maione, Giovanni Maria Trabaci), siciliana (Bernardo Storace) e romana (Girolamo Frescobaldi, Bernardo Pasquini).
Verso la fine del XVII secolo Johann Kuhnau e altri compositori tedeschi (tra cui Johann Sebastian Bach) utilizzarono il termine 'partita' come un sinonimo di suite per indicare una composizione formata da una serie di danze.

Johann Sebastian Bach scrisse due raccolte di Partite per diversi strumenti, a cui si aggiungono alcune partite a sé stanti (per esempio le Partite diverse sopra il corale "O Gott, du frommer Gott" BWV 767 e le Partite diverse sopra il corale "Sei gegrüßet, Jesu gütig" BWV 768). Oltre a quelle per strumenti a tastiera, pubblicate nella prima parte della Clavier-Übung, scrisse nel 1720 tre partite per violino solo, che unì alle sonate.
Le Partite di Bach sono così strutturate:
- Pezzo di introduzione, diverso per ogni Partita (Preludio, Fantasia, Sinfonia, Ouverture, ecc.)
- Allemanda
- Corrente
- Sarabanda
- Giga

Tra Sarabanda e Giga introduce le cosiddette galanterie, ovvero delle danze galanti, come musette, bourrée e minuetto